# Cellule ethmoïdale
Les cellules ethmoïdales sont les cavités aériennes situées dans le labyrinthe ethmoïdal.

## Description
Les cellules ethmoïdales sont au nombre de huit à dix.
Elles se situent soit en totalité dans le labyrinthe ethmoïdal, soit elles empiètent sur les os voisins.
Elles s’ouvrent dans les méats nasaux moyens par des orifices creusés dans l’épaisseur des parois du labyrinthe ethmoïdal.
Elles se répartissent en cellules ethmoïdales antérieures, moyennes et postérieures et hébergent les sinus ethmoïdaux.